# Gerardia savalia
Gerardia savalia är en korallart som först beskrevs av Bertholoni 1819.  Gerardia savalia ingår i släktet Gerardia och familjen Parazoanthidae. Inga underarter finns listade i Catalogue of Life.